# Evert Larock
Pour les articles homonymes, voir Larock.
Evert Larock, né à Kapelle-op-den-Bos (Brabant flamand) le 21 mai 1865 et mort dans cette ville le 13 janvier 1901, est un peintre belge de scènes de genre, de paysages et de portraits.
Il a été membre des associations d'artistes Als ik Kan et Les XIII.

## Biographie

### Famille
Paul Charles Everard (dit Evert) Larock, né à Kapelle-op-den-Bos, le 21 mai 1865 est le fils de Jean Charles Larock, natif de Saint-Trond en 1831, vétérinaire, et de Pauline Josepha Verhust, native de Kapelle-op-den-Bos en 1844, mariés à Kapelle-op-den-Bos le 27 janvier 1863.

### Formation
Sur son insistance, son père accepte qu'il suive des cours du soir de dessin à l'académie municipale de Malines, puis à l'Académie royale des beaux-arts d'Anvers, tout en travaillant chez le décorateur Henri Verbuecken.
Pendant son service militaire en 1884, on lui diagnostique une tuberculose ce qui l'exempte de tout service ultérieur. Il commence à suivre des cours du jour à l'Académie, passant ses soirées à travailler et à étudier avec Charles Verlat.
Evert Larock rencontre à l'Académie Frans Hens, Alexandre Struys et d'autres membres des XIII. Malgré sa maladie et avec l'aide de ses amis, il réussit à exposer en Europe du Nord et du Centre, et commence à attirer l'attention des critiques. Il est membre des groupes anversois Als ik Kan et, en 1892, à l'invitation de Théodore Verstraete, des XIII. La première réunion du groupe d'artistes belges Kunst van Heden (« L'art d'aujourd'hui ») en 1901 était essentiellement un hommage à son travail.
Il habite et travaille successivement à Kapelle-op-den-Bos, Kalmthout, Brasschaat, Bokrijk pendant ses séjours au sanatorium, Heist-op-den-Berg, pour enfin retourner à Kapelle-op-den-Bos en 1900.

### Mort
Quand il devint trop malade pour travailler, il entre dans un sanatorium, mais n'y reste que peu de temps, préférant mourir dans sa ville natale de Kapelle-op-den-Bos, où son décès advient le 13 janvier 1901. Ses funérailles ont lieu, trois jours plus tard, au cimetière du Kiel d'Anvers, en présence de nombreux artistes. Trois discours sont prononcés au nom du Als ik Kan, des XIII et de sa commune natale, retraçant la vie laborieuse et pénible du défunt et rendant hommage à son talent particulier.

## Œuvre
Connu comme interprète de la misère humaine, il choisit généralement des sujets de caractère plus naturaliste. Mais il est un des premiers à promouvoir la peinture en plein air et fut influencé par la palette de couleurs vives de l'impressionnisme, 
- L'Eglise de Kapelle-op-den-Bos, 1891, huile sur toile, 98 × 68 cm, Musée d'Anvers[5].
- Atelier, 1892, huile sur toile, 57 × 69 cm, Musée d'Anvers[6].
- Le Simplet, 1892, huile sur toile, 149 × 122 cm, Musée d'Anvers[7].
- Vieille femme, 1892, huile sur toile, 43 × 32 cm, Musée d'Anvers[8].
- Soir doré, 1895, huile sur toile, 68 × 94 cm, Musée d'Anvers[9].
- Le Matin, 1895, huile sur toile, 62 × 76 cm, Musée d'Anvers[10].
- L'Escarbilleur, vers 1900, huile sur toile, 70 × 110 cm, Musées royaux des Beaux-Arts, Bruxelles[11].
- L'Atelier, huile sur toile, 57 × 69 cm, Collection privée, vente 2024[12].

Œuvres d'Evert Larock
L'Eglise de Kapelle-op-den-Bos, 1891 Musée d'Anvers.
L'Atelier, 1892 Musée d'Anvers.
Le Simplet, 1892 Musée d'Anvers.
Vieille femme, 1892 Musée d'Anvers.
Le Matin, 1895 Musée d'Anvers.
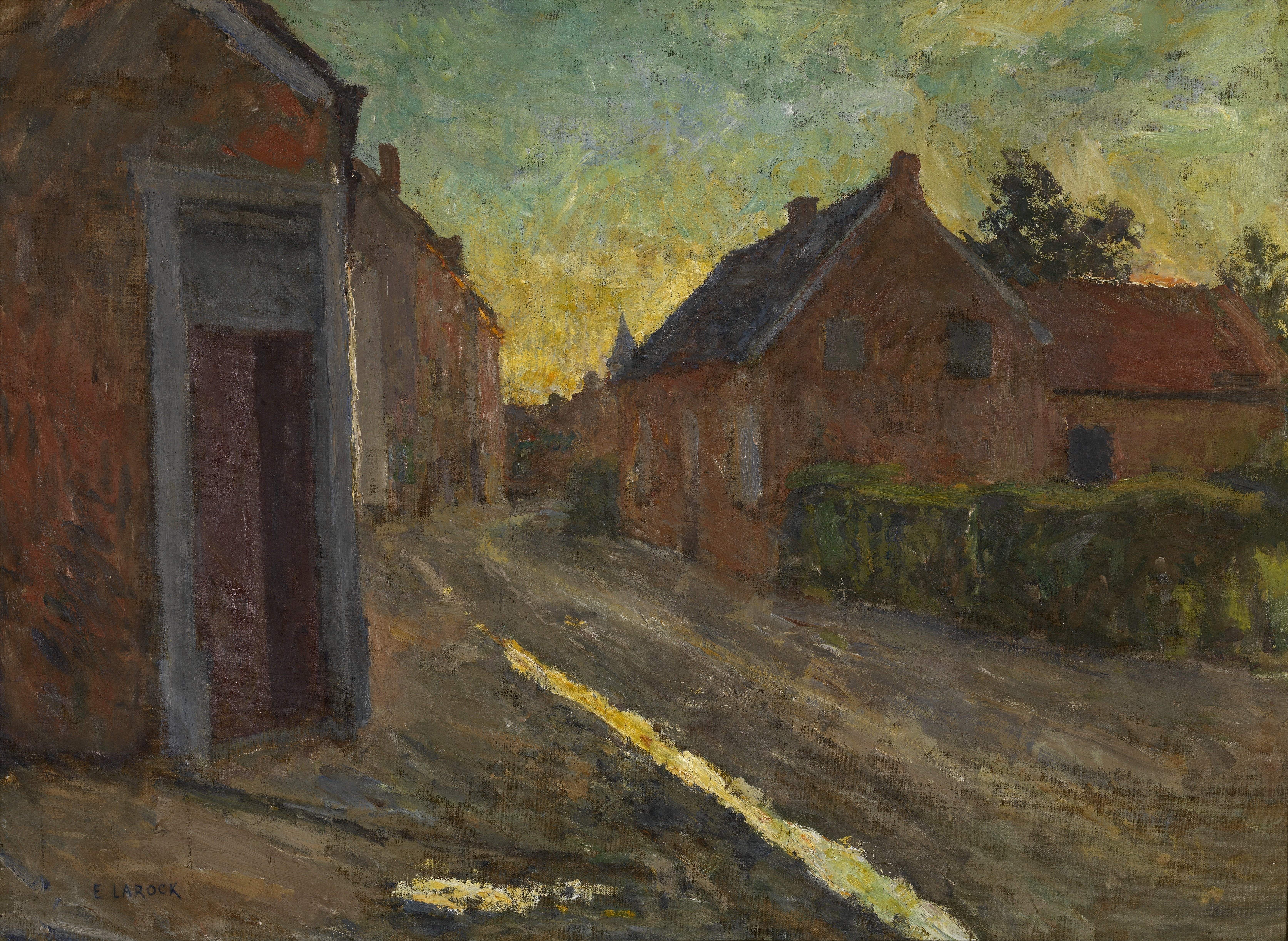
Soir doré, 1895 Musée d'Anvers
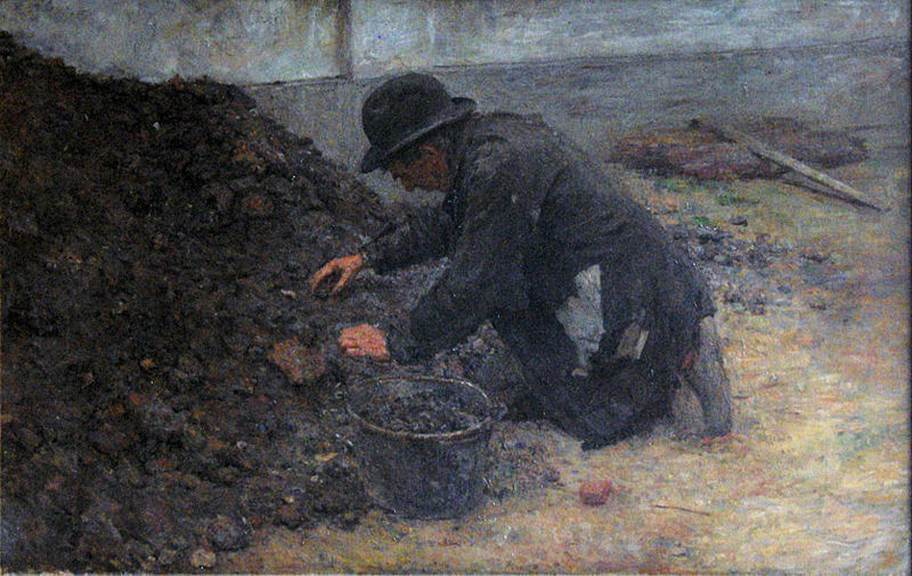
L'Escarbilleur, vers 1900 Musées royaux des Beaux-Arts, Bruxelles.
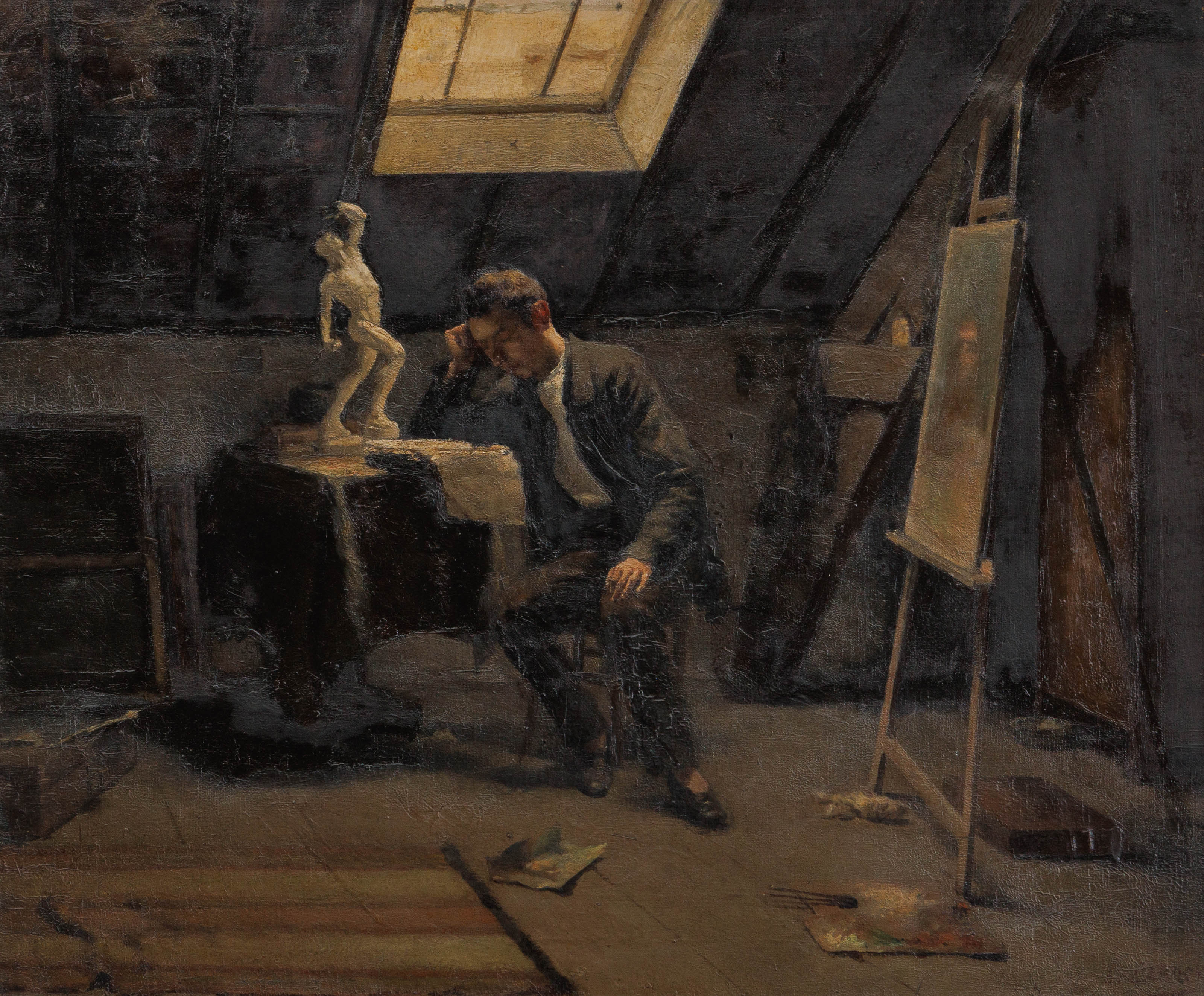
L'Atelier Collection privée.